# Faint
Faint és la setena cançó del disc Meteora de Linkin Park. Va ser dels pocs videoclips que no han estat dirigits pel Joe Hand. Va ser l'últim videoclip de Meteora, llançat l'any 2003. Els seus estils són el nu metal i el rapcore.